# Сачито
Сачито (итал. Salcito) је насеље у Италији у округу Кампобасо, региону Молизе.
Према процени из 2011. у насељу је живело 332 становника. Насеље се налази на надморској висини од 673 м.

## Становништво
| 1931. | 1936. | 1951. | 1961. | 1971. | 1981. | 1991. | 2001. | 2011. |
| ----- | ----- | ----- | ----- | ----- | ----- | ----- | ----- | ----- |
| 2.111 | 2.050 | 1.850 | 1.452 | 1.083 | 847   | 775   | 620   | 695   |